# Тёмные саламандры
Тёмные саламандры (лат. Desmognathus) — род хвостатых амфибий семейства Безлёгочные саламандры (Plethodontidae). Включает 21 вид.

## Внешний вид и строение
Общая длина представителей этого рода колеблется от 3 до 20 см. Голова короткая, морда несколько уплощена. Туловище стройное. Конечности нормально развиты. На передних — 3 пальца, на задних — по 4. Хвост заостряется на конце. Окраска преимущественно тёмных тонов со светлыми пятнышками. Отсюда и происходит название этих земноводных. Молодые особи значительно ярче взрослых.

## Образ жизни
Населяют лесистую горную местность. Ведут преимущественно наземный образ жизни. Активны в сумерках и ночью. Питаются различными беспозвоночными.
Это яйцекладущие амфибии. Самки откладывают до 30—40 яиц.

## Распространение
Встречаются на юго-востоке Канады и восточных штатах США.

## Виды
- Desmognathus abditus
- Подстилочная саламандра (Desmognathus aeneus)[1]
- Desmognathus apalachicolae
- Камуфлирующая саламандра (Desmognathus auriculatus)[1]
- Килехвостая саламандра (Desmognathus brimleyorum)[1]
- Desmognathus carolinensis
- Desmognathus conanti
- Desmognathus folkertsi
- Тёмная саламандра (Desmognathus fuscus)[1]
- Саламандра-имитатор (Desmognathus imitator)[1]
- Desmognathus marmoratus
- Тюленья (горная) саламандра (Desmognathus monticola)[1]
- Аллеганская саламандра (Desmognathus ochrophaeus)[1]
- Desmognathus ocoee
- Desmognathus orestes
- Desmognathus organi
- Desmognathus planiceps
- Чернобрюхая саламандра (Desmognathus quadramaculatus)[1]
- Южноаппалачская саламандра (Desmognathus santeetlah)[1]
- Каменистая саламандра (Desmognathus welteri)[1]
- Крохотная саламандра (Desmognathus wrighti)[1]